# خسیس (فیلم ۱۹۹۰)
خسیس (ایتالیایی: L'avaro) فیلم کمدی ایتالیایی به کارگردانی است که در سال ۱۹۹۰ منتشر شد. فیلم‌نامۀ این فیلم، اقتباسی آزاد از نمایشنامهٔ خسیس مولیر است.

## گزیدهٔ بازیگران
- آلبرتو سوردی
- لائورا آنتونلی
- آنا کاناکیس
- میگل بُسه
- کریستوفر لی
- ماری لافوره
- لوچا بوزه
- فرانکو اینترلنگی
- کارلو کوروکولو
- ژاک سرنا
- ماتیا اسبراجا